# ميخائيل نيلسون (عالم سياسة)
ميخائيل نيلسون (بالإنجليزية: Michael Nelson)‏ هو عالم سياسة أمريكي، ولد في 11 يونيو 1949 في نيو ميلفورد في الولايات المتحدة.